# Cundinamarca (departman)
Cundinamarca je kolumbijski departman u središnjem dijelu države. Glavni grad je Bogotá. Prema podacima iz 2005. godine u departmanu živi 2.228.478 stanovnika te je četvrti kolumbijski departman po broju stanovnika. 

## Vanjske poveznice
- Službena stranica departmana  Arhivirana inačica izvorne stranice od 25. srpnja 2013. (Wayback Machine)